# 近現代
近現代（きんげんだい）は、世界の歴史における時代区分の近代と現代を総称した言葉。広い意味では、中世の終わり(1500年ごろ)から今日までを言うが、これは主に西洋史にあてはまる。
近現代は大きく三つに分けられる。
- 近世(early modern period)(1500年～1800年)では、ナポレオン戦争の影響も受け、アメリカやフランスから世界に広まった、啓蒙思想や産業革命、そして数々の革命（英語版）など、政治的、経済的、知識的な変化がもたらされた。
- 近代(late modern period)(1800年前後～第二次世界大戦）では、帝国と植民地の時代から、第一次世界大戦と第二次世界大戦を経て、国民と国民性の時代に移った。
- 現代(contemporary history)(第二次世界大戦後～21世紀の現在)は、近代の後半部分、あるいは近代の次に来る別の時代ともされている。

近現代では、科学、政治、戦争、テクノロジーの分野がめざましく発展し、グローバリゼーションの時代でもあり、大航海時代でもあった。
　「現代」という語に現在の時代という用法があるため、それと区別して、近代よりも後で現在より少し前の時代を「近現代」と呼ぶこともある。範囲に明確な定義はないが、日本史では昭和初期並びに第二次世界大戦後から昭和末期まで、世界史では第一次世界大戦後から冷戦終結およびソビエト連邦の崩壊までを指すことが多い。
　日本では、「近現代史」は、「近代史」および「現代史」の総称であり、戦前戦後から今日までの期間を対象とする歴史を指すことが多い。

## 日本での教育
日本では学習指導要領改訂により、高等学校地理歴史科目として近現代史を扱う「歴史総合」が2022年度より新設された。歴史系科目の再編によるもので、日本史・世界史を跨ぎ、近代・現代について横断的に学ぶ必修科目となる。